# Línea 14 (EMT Valencia)
La línea 14 de la EMT de Valencia une la Estació Del Nord con la pedanía de  Castellar-Oliveral.

## Características
La línea 14 tiene una Cabecera en común, en la calle Marqués de Sotelo, y dos diferentes en los otros dos extremos, como lo es la pedanía de  Castellar-Oliveral. Su frecuencia entre sus cabeceras es de 27 min. los días laborales y 40 min. los sábados y los festivos. Hasta la pedanía de Castellar-Oliveral, tienen el mismo trayecto habiendo una frecuencia de 12 min. los días laborales y de 20 min. los días festivos y los sábados.

## Recorrido
| Dirección Estació Del Nord | Dirección Castellar-Oliveral |
| -------------------------- | ---------------------------- |
|                            |                              |

## Historia
Fue creada el 19 de febrero de 1990. Sustituyó a la prolongación que hacía la línea 6, a Castellar, y la 29 a Horno de Alcedo. Sin embargo, durante el 1992, se le amplió el servicio hasta Pinedo. Se le ha modificado el itinerario en sucesivas ocasiones para entrar a Horno de Alcedo, y al hacer de doble sentido la calle Principal en Castellar-Oliveral, así como un giro especial para servir al C.C. El Saler, desde el 4 de febrero de 1996. Destaca que para cruzar la Autovía de El Saler, por el camino del Tremolar, tiene que pasar por un "tubo" prefabricado en un giro peligroso y estrecho, que impide que autobuses de 12 metros puedan servir la línea, por lo que en ese momento hasta 2007 fue la única línea sin buses para discapacitados. En junio de 2005 realiza un cambio de cabecera provisional a Marqués de Sotelo. Este cambio ya es definitivo en abril de 2006, abandonando el paso por Pérez Pujol. 
En noviembre de 2006 actualiza el nombre de la línea para coincidir con su cabecera en el centro. En enero de 2007, tras la apertura del Bulevar Sur, deja de hacer el bucle de Escultor Rafael Ferreres, y comienzan las pruebas con autobuses de 12 metros hacia Pinedo. El 10 de abril de 2007 deja de tener autobuses de la serie 4000, y cuenta con los Mercedes 0405 de la serie 6000. En mayo de 2007, aprovechando un desvío, deja de entrar por el interior de Pinedo, realizando la regulación en la zona de Camino Montañares / Playa de Pinedo. En septiembre de 2009, se le habilita el giro directo de Escultor Capuz a Peris y Valero, para entrar hacia Ruzafa, acortando la ruta.

## Series Asignadas
| AÑO  | CANTIDAD AUTOBUSES | SERIE |
| ---- | ------------------ | ----- |
| 1991 | 6                  | 2000  |
| 1992 | 6                  | 2000  |
| 1993 | 7                  | 2000  |
| 1994 | 7                  | 2000  |
| 1995 | 6                  | 2000  |
| 1996 | 7                  | 2200  |
| 1997 | 7                  | 2200  |
| 1998 | 7                  | 2200  |
| 1999 | 7                  | 4000  |
| 2000 | 7                  | 4000  |
| 2001 | 7                  | 4000  |
| 2002 | 7                  | 4000  |
| 2003 | 7                  | 4000  |
| 2004 | 7                  | 4000  |
| 2005 | 7                  | 4000  |
| 2006 | 7                  | 4000  |
| 2007 | 7                  | 6000  |
| 2008 | 7                  | 6000  |
| 2009 | 7                  | 6100  |
| 2010 | 7                  | 6100  |
| 2011 | 7                  | 6100  |
| 2012 | 7                  | 6100  |
| 2013 | 7                  | 6100  |
| 2014 | 7                  | 6100  |

### Imagen de las Series

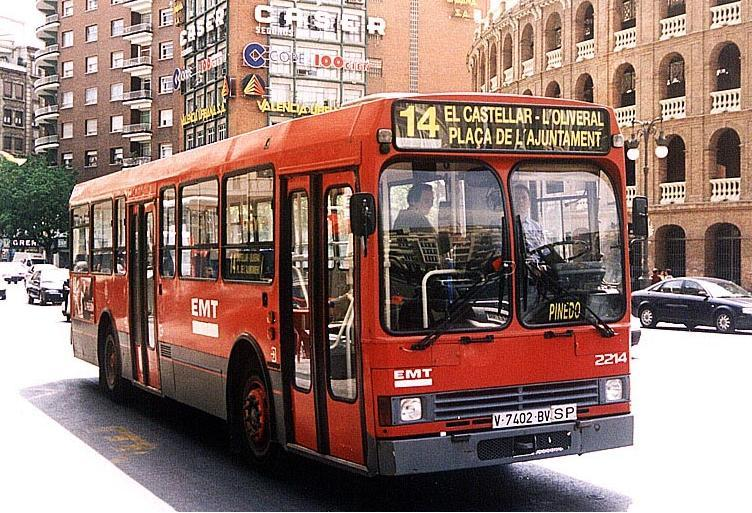
Pegaso 6038 (serie 2000/2200)
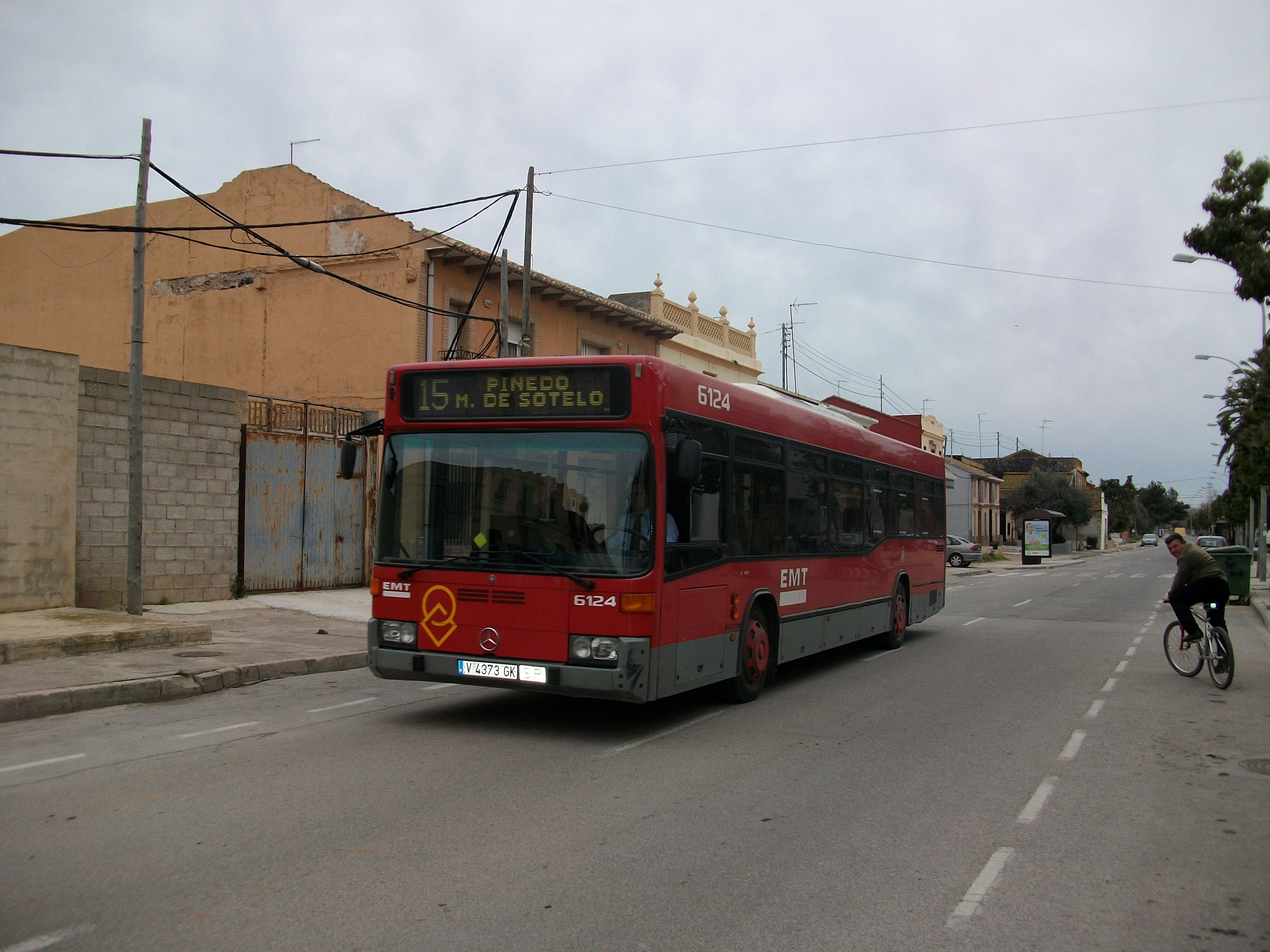
Mercedes Benz O405 (series 6000 y 6100)

| 13         | Primer servicio A: La Fonteta | Primer servicio B: C. Arts I Ciències/Porta De La Mar | Último servicio A: La Fonteta | Último servicio B: C. Arts I Ciències/Porta De La Mar |
| Laborables | 07:15                         | 06:45                                                 | 22:10                         | 22:05                                                 |
| Sábados    | 07:45                         | 07:20                                                 | 22:25                         | 22:25                                                 |
| Festivos   | 07:45                         | 07:20                                                 | 22:15                         | 22:15                                                 |

## Correspondencia
La linea 14 se conecta con: 

6,7,8,13,18,19,23,35,C3,

## Otros datos
| Líneas de autobuses que prestan servicio en Valencia |               |                  |
| Línea anterior:                                      | Línea actual: | Línea siguiente: |
| 13 Línea 13                                          | 14 Línea 14   | 15 Línea 15      |